# Jean-Guillaume Bruguière

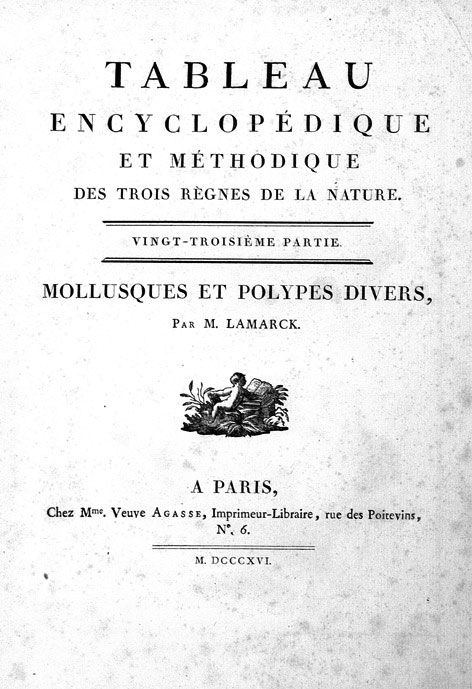
copertina del libro "Tableau Encyclopédique et Methodique des Trois Règnes de la Nature"

Jean-Guillaume Bruguière (Montpellier, 1749 o 1750 – ottobre 1798) è stato un medico, zoologo e naturalista francese.

## Biografia
Bruguière è nato a Montpellier, era un medico collegato all'Università di Montpellier. Era interessato allo studio degli invertebrati, per lo più lumache (gasteropodi).
Accompagnò l'esploratore Kerguelen nel suo primo viaggio Antartico nel 1773. Nel 1790 accompagnò l'entomologo Guillaume-Antoine Olivier in una spedizione in Persia, ma la cattiva salute non gli permise di continuare. Nel 1792, anche se era malato, ha visitato l'arcipelago greco e il Medio Oriente, ancora insieme con l'entomologo  Olivier. Gli viene chiesto dal Direttorio rivoluzionario francese di cercare di istituire una Alleanza franco-persiana, ma fu un insuccesso, mancando la formazione di un diplomatico. Morì durante il viaggio di ritorno.
Egli descrisse diversi taxa nel suo libro Tableau Encyclopédique et Méthodique des trois Règnes de la Nature: vermi, conchiglie, molluschi e polipi subacquei, che è pubblicato in tre volumi nel 1827, molto dopo la sua morte.
Ha scritto anche Histoire Naturelle des Vers. Vol. 1 (Storia naturale dei Vermi) (1792), ma ha dovuto fermarsi alla lettera "C". Christian Hee Hwass continuò il suo lavoro, scrivendo la maggior parte di esso.
Morì nel mese di ottobre 1798 (e non nel 1799, come accennato in alcune fonti; c'era una discrepanza dovuta al calendario rivoluzionario francese).
Egli era principalmente interessato a molluschi e altri invertebrati, come si può vedere nell'elenco seguente dei taxa che ha nominato.

## Opere
La sua più famosa opera scritta è stata nel 1792 una pubblicazione nella Encyclopédie Méthodique di Charles-Joseph Panckoucke. Anche se Jean Guillaume Bruguière è spesso accreditato come autore di questa sezione dell'enciclopedia, la maggior parte del lavoro è stato fatto dal suo amico Christian Hee Hwass, naturalista danese.

## Taxa che ha nominato
Ha dato il nome a più di 140 generi o specie marine, tra cui:
Genere
- Anodontites  Bruguière, 1792 (mollusco)
- Cerithium  Bruguière, 1789 (mollusco)
- Cerithium sottogenere. Cerithium Bruguière, 1789 (mollusco)
- Corbula Bruguière, 1792 (mollusco)
- Lima Bruguière, 1797 (mollusco)
- Lingula Bruguière, 1791 (brachiopoda)
- Lucina Bruguière, 1797 (mollusco)
- Oliva Bruguière, 1789 (mollusco)
- Orthoceras Bruguière, 1789 (mollusco)
- Ovula Bruguière, 1789 (mollusco)
- Terebra Bruguière, 1789 (mollusco)

Specie
- Acanthopleura spinosa (Bruguière, 1792) (mollusco)
- Anadara ovalis Bruguière, 1789 (mollusco)
- Anodontites crispata Bruguière, 1792 (mollusco)
- Arca imbricata Bruguière, 1789 (mollusco)
- Balanus crenatus Bruguière (crostaceo)
- Balanus perforatus Bruguière (crostaceo)
- Batillaria zonalis Bruguière, 1792 (mollusco)
- Beroe ovata Bruguière, 1789 (Ctenophora)
- Bulla striata Bruguière, 1789 (mollusco)
- Bullia miran Bruguière, 1789 (mollusco)
- Cardita ajar Bruguière, 1792 (mollusco)
- Cardium ringens Bruguière, 1789 (mollusco)
- Cassidula aurisfelis Bruguière, 1789 (mollusco)
- Cerithium eburneum  Bruguière, 1792 (mollusco)
- Cerithium vulgatum Bruguière (mollusco)
- Chaetopleura spinosa Bruguière, 1792 (mollusco)
- Concholepas concholepas Bruguière, 1792 (mollusco)
- Chondrina avenacea Bruguière, 1792 (mollusco)
- Conus arenatus Hwass in Bruguière, 1792 (mollusco)
- Conus catus Hwass in Bruguière, 1792 (mollusco)
- Conus gubernator Hwass in Bruguière, 1792 (mollusco)
- Conus pulcher siamensis Hwass in Bruguière,1792 (mollusco)
- Diplodon granosus Bruguière, 1792 (mollusco)
- Gourmya vulgata Bruguière, 1789 (mollusco)
- Lingula anatina Lamarck, 1801 (brachiopode)
- Micromelo undata  Bruguière, 1792 (mollusco)
- Partula otaheitana Bruguière, 1792 (mollusco)
- Perrona nifat Bruguière, 1792 (mollusco)
- Placenta placuna Bruguière, 1792 (mollusco)
- Retusa truncatula Bruguière, 1792 (mollusco)
- Scapharca inaequivalvis  Bruguière (mollusco)
- Serripes groenlandicus Bruguière, 1789 (mollusco)
- Solatopupa similis Bruguière, 1792 (mollusco)
- Sphyradium doliolum Bruguière, 1792 (mollusco)
- Subulina octona Bruguière, 1792 (mollusco)
- Terebralia sulcata Bruguière, 1792 (mollusco)

Il genere Bruguiera (albero di mangrovia della famiglia Rhizophoraceae) fu denominato da Jean-Baptiste Lamarck in suo onore.
L'abbreviazione standard dell'autore, Brug., viene utilizzata per indicare questa persona come l'autore quando si cita un nome botanico.
| Brug. è l'abbreviazione standard utilizzata per le piante descritte da Jean-Guillaume Bruguière. Consulta l'elenco delle piante assegnate a questo autore dall'IPNI. |

| Bruguière è l'abbreviazione standard utilizzata per le specie animali descritte da Jean-Guillaume Bruguière. Categoria:Taxa classificati da Jean-Guillaume Bruguière |